# 中山河
中山河，又名新淮河，是江苏省淮安市、盐城市境内的一条河流。长169千米。西起淮阴区杨庄，东行废黄河下游河槽开挖过涟水县，到滨海、响水两县分界线的八套，离废黄河继续东北行，经响水县大有和滨海县头罾，在新淮河口入黄海。行洪能力300m3/s，排涝面积420平方公里。统名中山河，又名新淮河。称八套村以上为废黄河。也可以特指八套村以下改道段为中山河。

## 历史
民国初期，设导淮局，张謇任导淮督办。1929年改设导淮委员会。导淮委员会决定导淮路线“一半经由废黄河(浚深)，一半另辟新线(新挑)。经废黄河者，为自淮阴杨庄至阜宁七套（即今响水县七套乡及滨海县界牌镇竹林村）；另辟新线者，为自阜宁七套东北折转至套子口（即今新淮河口或称中山河口）。”设立导淮入海工程处。导淮资金筹集，采用征工征金方法。征工，即以相当代价，强行征用民夫，“然亦有义务劳动之性质”。征金，即向人民“强征一定之代金，免人民之服役，由政府雇用民夫做工”。由阜宁、盐城、兴化、东台、淮阴、淮安、涟水、宝应、高邮、泗阳、江都、泰县等12个县共同出资出力。
阜宁县于1934年10月，专门成立阜宁段工程事务所。1934年12月6日正式开工。1936年5月，导淮工程全部结束，费时长达两年，耗资960万银圆，挖土7100万方。导淮委员会副委员长庄嵩甫视察了导淮工程，将阜宁县境陆集乡竹林村以下至套子口新开挖河段命名为中山河，该段河长30千米，口宽230米，底宽50米，河底高程0.5米至1米。 